# María Eugenia Molinari
María Eugenia Molinari (Buenos Aires, Argentina, 18 de marzo de 1974) es una actriz y conductora argentina, famosa por conducir bloques infantiles de la TV Pública, como "Permitido Estacionar" (2007-2012) y "Caja Rodante" (2008-2011).

## Biografía
Comenzó su carrera en el programa de 1991 El agujerito sin fin de Julián Weich en el cual entra aun estando cursando el 5º y último año de la secundaria, haciendo una breve aparición como una chica intelectual ante las cámaras.
Este programa le abriría las puertas para ser conductora, más tarde, de la señal infantil Cablin, junto a sus compañeros Sol Mantilla, Claudio Morgado, Esteban Prol y Pablo Marcovsky, entre otros.
Junto a ellos se mantuvo como conductora de dicho canal, hasta que este se disolvió en 2000 por haber perdido a su productora, VCC S.A.
En ese momento, María Eugenia junto a sus demás compañeros pasan al Canal 7 y deciden conducir un programa dedicado a las series anime llamado Pulgas en el 7 que se solía emitir en las tardes.
Entre 2001 y 2002 condujo Rutas Argentinas, programa que se emitió también por Canal 7 y luego por América TV. Fue un ciclo donde viajó alrededor de Argentina retratando sus paisajes, su gente, tradiciones, fiestas y deportes extremos. Luego condujo Rutas Argentinas, el juego 2002 junto a Cecilio Flematti 
Entre los años 2003 y 2005 condujo, junto a Mariano Peluffo, el programa ZooBichos por la pantalla de Telefe.
en 2004 condujo junto a Diego Topa el bloque de disney llamado Playhouse Disney Latinoamérica.
También tuvo en 2007 una breve aparición como panelista del programa de Fabián Gianola, Bien Tarde.
Posteriormente condujo el programa La Tarde es Nuestra que se emitió de lunes a viernes a las 17:30 dentro de la franja infantil Permitido Estacionar por Canal 7, entre 2007 y 2009.
Durante el 2010 condujo el programa "Caja Rodante" que se emite por la Televisión Pública Argentina.
En 2011 volvió a la conducción con ZooBichos por la pantalla de Telefe pero esta vez junto a Darío Lopilato, y con Mariano Peluffo como productor. En ese mismo año, conduce junto a Martín Jauregui 60 años Como lo voy a olvidar.
En 2013 comenzó a conducir el programa Grandes ideas, espacios chicos por el canal de cable Utilísima.
En   2023 Conduce Festival Pais 23 Por la Tv Publica

## Televisión
| Programa                       | Período       | Cadena             | Rol                                     |
| ------------------------------ | ------------- | ------------------ | --------------------------------------- |
| El agujerito sin fin           | 1991-1993     | Canal 13           | Participación especial                  |
| Cablin en el teatro            | 1995-2000     | Cablin             | Conductora                              |
| 100 Db                         | 1996          | América TV         | Conductora                              |
| Pulgas en el 7                 | 2000          | Canal 7            | Conductora                              |
| Animérica                      | 2000          | América TV         | Conductora                              |
| Play Kids                      | 2001          | América TV         | Conductora                              |
| Rutas Argentinas               | 2001-2002     | Canal 7/América TV | Conductora                              |
| ZooBichos                      | 2003-2005     | Telefe             | Conductora junto a Mariano Peluffo*     |
| Bien Tarde                     | 2007          | Telefe             | Panelista                               |
| La tarde es nuestra            | 2007-2009     | Televisión Pública | Conductora                              |
| Permitido Estacionar           | 2007-2012     | Televisión Pública |                                         |
| Caja Rodante                   | 2010-2011     | Televisión Pública | Conductora junto a Nazareno Casero      |
| 60 años, cómo lo voy a olvidar | 2011          | Televisión Pública | Conductora                              |
| Discovery Zoom                 | 2011          | Discovery Channel  | Conductora junto a Jorge Consejo        |
| ZooBichos                      | 2011-2012     | Telefe             | Conductora junto a Darío Lopilato       |
| Grandes ideas, espacios chicos | 2013          | Utilísima          | Conductora                              |
| Somos +                        | 2014-presente | Canal 3 (Trelew)   | Conductora junto a "Coco" Agost Carreño |
| Festival País ’23              | 2023          | TV Pública         | Conductora                              |

## Teatro
- Caja rodante (Infantil)[1]
- El reino de María Elena Walsh[2]